# Pyramiden (roman)
Pyramiden är en kriminalroman från 1999 av Henning Mankell. Romanen är den nionde av tolv om poliskommissarie Kurt Wallander. Den var från början tänkt som den sista i bokserien men följdes upp 2002 med Innan frosten.
Romanen filmatiserades 2007, med samma titel. Rollen som Wallander spelas av Rolf Lassgård.

## Handling
Romanen innehåller flera berättelser, som samtliga utspelar sig kronologiskt innan de övriga Wallanderböckerna. Berättelserna utspelar sig 1969, 1989 och 1990. I titelberättelsen, i tiden placerad hösten före Mördare utan ansikte (första boken) undersöker Kurt Wallander några gåtfulla mord som tycks ha någon slags kopplingar. I ett komiskt mellanspel reser Wallanders far till Egypten som turist, försöker klättra uppför en av pyramiderna men blir arresterad av polisen, varvid hans son måste resa ner och reda ut situationen.